# Marajá
Marajá (feminino: marani) é um título dado a nobres da antiga civilização indiana, sendo um nível superior ao de rajá.

## Etimologia
A palavra Marajá deriva do antigo sânscrito Maharaja a qual compõe-se de dois termos: mahānt "grande" e rājan "rei". Sua composição latina pode ter como referência, para seus termos, respectivamente, magnum e rēgem. A designação mais comum para o termo marajá se refere aos reis que governaram uma vasta e considerável região da Índia e, sendo assim, a partir dos contatos comerciais que se deram nos respectivos períodos, tanto quanto para títulos de nobreza ou de referência política, popularizou-se o termo entre comerciantes ou em canais de navegação mercante Portuguesa da época.